# 콜 미 바이 유어 네임의 수상 및 후보 목록
다음은 2017년 개봉한 루카 구아다니노 감독의 성장 드라마 영화 《콜 미 바이 유어 네임》의 수상 및 후보 목록이다. 안드레 애치먼의 2007년 동명 소설을 원작으로 제임스 아이보리가 각본을 썼다. 영화는 1983년 북부 이탈리아를 배경으로 한 영화는 17세의 엘리오 펄먼(티모시 샬라메)와 그의 아버지를 돕는 24세의 대학원생 올리버(아미 해머)의 관계를 그리고 있다. 조연 역할에는 마이클 스툴바그, 아미라 카사르, 에스테르 가렐과 빅토레 뒤 보이가 출연한다. 촬영 감독은 사욤부 무크디프롬이, 수프얀 스티븐스가 사운드 트랙에 3곡을 기고했다.
이 영화는 2017년 1월 22일에 선댄스 영화제에서 초연 되었다. 소니 픽처스 클래식스 배급으로 2017년 11월 24일에 미국에서 한정 개봉되었고, 2018년 1월 19일에 일반 개봉되었다.

## 수상 및 후보
| 시상식                                                          | 부문                                           | 수상자                                                       | 결과 | 출처.                |
| --------------------------------------------------------------- | ---------------------------------------------- | ------------------------------------------------------------ | ---- | -------------------- |
| 호주 AACTA 어워드(오스트레일리아 영화 텔레비전 예술 아카데미상) | 최우수 작품상                                  | 콜 미 바이 유어 네임                                         | 후보 | [ 5 ] [ 6 ]          |
| 호주 AACTA 어워드(오스트레일리아 영화 텔레비전 예술 아카데미상) | 최우수 감독상                                  | 루카 구아다니노                                              | 후보 | [ 5 ] [ 6 ]          |
| 호주 AACTA 어워드(오스트레일리아 영화 텔레비전 예술 아카데미상) | 최우수 남우주연상                              | 티모시 샬라메                                                | 후보 | [ 5 ] [ 6 ]          |
| 호주 AACTA 어워드(오스트레일리아 영화 텔레비전 예술 아카데미상) | 최우수 남우조연상                              | 아미 해머                                                    | 후보 | [ 5 ] [ 6 ]          |
| 호주 AACTA 어워드(오스트레일리아 영화 텔레비전 예술 아카데미상) | 최우수 각본상                                  | 제임스 아이보리                                              | 후보 | [ 5 ] [ 6 ]          |
| AARP's 무비 포 그로운업스 어워드                                | 최우수 각본상                                  | 제임스 아이보리                                              | 후보 | [ 7 ] [ 8 ]          |
| 미국 아카데미상                                                 | 최우수 작품상                                  | 피터 스피어스, 루카 구아다니노, 에밀 조르주, 마르코 모라비토 | 후보 | [ 9 ] [ 10 ]         |
| 미국 아카데미상                                                 | 최우수 남우주연상                              | 티모시 샬라메                                                | 후보 | [ 9 ] [ 10 ]         |
| 미국 아카데미상                                                 | 최우수 각색상                                  | 제임스 아이보리                                              | 수상 | [ 9 ] [ 10 ]         |
| 미국 아카데미상                                                 | 최우수 노래상                                  | "Mystery of Love" by 수프얀 스티븐스                         | 후보 | [ 9 ] [ 10 ]         |
| 애들레이드 영화제                                               | 최우수 작품상                                  | 콜 미 바이 유어 네임                                         | 후보 | [ 11 ]               |
| 아프리카계 미국인 영화 비평가 협회상                            | Top 10 영화상                                  | 콜 미 바이 유어 네임                                         | 6위  | [ 12 ]               |
| 얼라이언스 오브 우먼 필름 저널리스트(여성 영화기자협회상)       | 최우수 영화상                                  | 콜 미 바이 유어 네임                                         | 후보 | [ 13 ] [ 14 ]        |
| 얼라이언스 오브 우먼 필름 저널리스트(여성 영화기자협회상)       | 최우수 남우주연상                              | 티모시 샬라메                                                | 후보 | [ 13 ] [ 14 ]        |
| 얼라이언스 오브 우먼 필름 저널리스트(여성 영화기자협회상)       | 최우수 각색상                                  | 제임스 아이보리                                              | 수상 | [ 13 ] [ 14 ]        |
| 얼라이언스 오브 우먼 필름 저널리스트(여성 영화기자협회상)       | 최우수 남우조연상                              | 마이클 스툴바그                                              | 후보 | [ 13 ] [ 14 ]        |
| 미국 영화 기관                                                  | 올해의 Top 10 영화상                           | 콜 미 바이 유어 네임                                         | 수상 | [ 15 ] [ 16 ]        |
| 오스틴 영화 비평가 협회                                         | 최우수 영화상                                  | 콜 미 바이 유어 네임                                         | 후보 | [ 17 ] [ 18 ]        |
| 오스틴 영화 비평가 협회                                         | 최우수 남우주연상                              | 티모시 샬라메                                                | 수상 | [ 17 ] [ 18 ]        |
| 오스틴 영화 비평가 협회                                         | 최우수 남우조연상                              | 아미 해머                                                    | 후보 | [ 17 ] [ 18 ]        |
| 오스틴 영화 비평가 협회                                         | 최우수 남우조연상                              | 마이클 스툴바그                                              | 후보 | [ 17 ] [ 18 ]        |
| 오스틴 영화 비평가 협회                                         | 최우수 각색상                                  | 제임스 아이보리                                              | 수상 | [ 17 ] [ 18 ]        |
| 오스틴 영화 비평가 협회                                         | 로버트 R. "바비" 맥커디 기념 신인 아티스트상   | 티모시 샬라메                                                | 수상 | [ 17 ] [ 18 ]        |
| 오스틴 영화 비평가 협회                                         | Top 10 영화상                                  | 콜 미 바이 유어 네임                                         | 2위  | [ 17 ] [ 18 ]        |
| 오스트레일리아 영화 비평가 협회                                 | 최우수 해외 영화상 (영어)                      | 콜 미 바이 유어 네임                                         | 후보 | [ 19 ]               |
| 베를린 국제 영화제                                              | 테디상                                         | 콜 미 바이 유어 네임                                         | 후보 | [ 20 ]               |
| 보스턴 영화 비평가 협회                                         | 최우수 남우주연상                              | 티모시 샬라메                                                | 2위  | [ 21 ] [ 22 ]        |
| 영국 아카데미상(BAFTA)                                          | 최우수 작품상                                  | 콜 미 바이 유어 네임                                         | 후보 | [ 23 ] [ 24 ]        |
| 영국 아카데미상(BAFTA)                                          | 최우수 감독상                                  | 루카 구아다니노                                              | 후보 | [ 23 ] [ 24 ]        |
| 영국 아카데미상(BAFTA)                                          | 최우수 각색상                                  | 제임스 아이보리                                              | 수상 | [ 23 ] [ 24 ]        |
| 영국 아카데미상(BAFTA)                                          | 최우수 남우주연상                              | 티모시 샬라메                                                | 후보 | [ 23 ] [ 24 ]        |
| 영국 영화 기관                                                  | Sight & Sound's 2017년 최우수 영화상           | 콜 미 바이 유어 네임                                         | 3위  | [ 25 ] [ 26 ]        |
| 캘거리 국제 영화제                                              | 팬들이 좋아하는 영화상                         | 콜 미 바이 유어 네임                                         | 수상 | [ 27 ] [ 28 ]        |
| 카프리 할리우드 국제 영화제                                     | 최우수 각색상                                  | 루카 구아다니노, 제임스 아이보리                             | 수상 | [ 29 ] [ 30 ] [ 31 ] |
| Chéries-Chéris                                                  | 최우수상(Grand Prize)                          | 콜 미 바이 유어 네임                                         | 수상 | [ 32 ] [ 33 ]        |
| 시카고 영화 비평가 협회                                         | 최우수 영화상                                  | 콜 미 바이 유어 네임                                         | 후보 | [ 34 ] [ 35 ]        |
| 시카고 영화 비평가 협회                                         | 최우수 감독상                                  | 루카 구아다니노                                              | 후보 | [ 34 ] [ 35 ]        |
| 시카고 영화 비평가 협회                                         | 최우수 남우주연상                              | 티모시 샬라메                                                | 수상 | [ 34 ] [ 35 ]        |
| 시카고 영화 비평가 협회                                         | 최우수 남우조연상                              | 아미 해머                                                    | 후보 | [ 34 ] [ 35 ]        |
| 시카고 영화 비평가 협회                                         | 최우수 남우조연상                              | 마이클 스툴바그                                              | 후보 | [ 34 ] [ 35 ]        |
| 시카고 영화 비평가 협회                                         | 최우수 각색상                                  | 제임스 아이보리                                              | 수상 | [ 34 ] [ 35 ]        |
| 시카고 영화 비평가 협회                                         | 최우수 편집상                                  | 월터 퍼사노                                                  | 후보 | [ 34 ] [ 35 ]        |
| 시카고 영화 비평가 협회                                         | 가장 유망한 연기상                             | 티모시 샬라메                                                | 수상 | [ 34 ] [ 35 ]        |
| 시네마 포 피스 어워드                                           | 올해의 가장 귀중한 영화상                      | 콜 미 바이 유어 네임                                         | 후보 | [ 36 ]               |
| 크리틱스 초이스 영화상(미국 방송 영화 비평가 협회상)            | 최우수 작품상                                  | 콜 미 바이 유어 네임                                         | 후보 | [ 37 ] [ 38 ]        |
| 크리틱스 초이스 영화상(미국 방송 영화 비평가 협회상)            | 최우수 감독상                                  | 루카 구아다니노                                              | 후보 | [ 37 ] [ 38 ]        |
| 크리틱스 초이스 영화상(미국 방송 영화 비평가 협회상)            | 최우수 남우주연상                              | 티모시 샬라메                                                | 후보 | [ 37 ] [ 38 ]        |
| 크리틱스 초이스 영화상(미국 방송 영화 비평가 협회상)            | 최우수 남우조연상                              | 아미 해머                                                    | 후보 | [ 37 ] [ 38 ]        |
| 크리틱스 초이스 영화상(미국 방송 영화 비평가 협회상)            | 최우수 남우조연상                              | 마이클 스툴바그                                              | 후보 | [ 37 ] [ 38 ]        |
| 크리틱스 초이스 영화상(미국 방송 영화 비평가 협회상)            | 최우수 각색상                                  | 제임스 아이보리                                              | 수상 | [ 37 ] [ 38 ]        |
| 크리틱스 초이스 영화상(미국 방송 영화 비평가 협회상)            | 최우수 촬영상                                  | 사욤부 무크디프롬                                            | 후보 | [ 37 ] [ 38 ]        |
| 크리틱스 초이스 영화상(미국 방송 영화 비평가 협회상)            | 최우수 노래상                                  | "Mystery of Love" by 수프얀 스티븐스                         | 후보 | [ 37 ] [ 38 ]        |
| 댈러스-포트워스 영화 비평가 협회                                | 최우수 영화상                                  | 콜 미 바이 유어 네임                                         | 4위  | [ 39 ]               |
| 댈러스-포트워스 영화 비평가 협회                                | 최우수 남우주연상                              | 티모시 샬라메                                                | 4위  | [ 39 ]               |
| 댈러스-포트워스 영화 비평가 협회                                | 최우수 남우조연상                              | 아미 해머                                                    | 4위  | [ 39 ]               |
| 디트로이트 영화 비평가 협회                                     | 최우수 남우주연상                              | 티모시 샬라메                                                | 후보 | [ 40 ]               |
| 디트로이트 영화 비평가 협회                                     | 최우수 남우조연상                              | 마이클 스툴바그                                              | 후보 | [ 40 ]               |
| 디트로이트 영화 비평가 협회                                     | 신인 연기상                                    | 티모시 샬라메                                                | 후보 | [ 40 ]               |
| 도리안 어워드(게이 앤드 레즈비언 엔터테인먼트 비평가협회)       | 올해의 영화상                                  | 콜 미 바이 유어 네임                                         | 수상 | [ 41 ] [ 42 ]        |
| 도리안 어워드(게이 앤드 레즈비언 엔터테인먼트 비평가협회)       | 올해의 감독상 (영화 or 텔레비전)               | 루카 구아다니노                                              | 후보 | [ 41 ] [ 42 ]        |
| 도리안 어워드(게이 앤드 레즈비언 엔터테인먼트 비평가협회)       | 올해의 최우수 주연상 - 남자부문                | 티모시 샬라메                                                | 수상 | [ 41 ] [ 42 ]        |
| 도리안 어워드(게이 앤드 레즈비언 엔터테인먼트 비평가협회)       | 올해의 최우수 조연상 - 남자부문                | 아미 해머                                                    | 후보 | [ 41 ] [ 42 ]        |
| 도리안 어워드(게이 앤드 레즈비언 엔터테인먼트 비평가협회)       | 올해의 최우수 조연상 - 남자부문                | 마이클 스툴바그                                              | 수상 | [ 41 ] [ 42 ]        |
| 도리안 어워드(게이 앤드 레즈비언 엔터테인먼트 비평가협회)       | 올해의 LGBTQ 영화살                            | 콜 미 바이 유어 네임                                         | 수상 | [ 41 ] [ 42 ]        |
| 도리안 어워드(게이 앤드 레즈비언 엔터테인먼트 비평가협회)       | 올해의 각색상 (각본 or 각색)                   | 제임스 아이보리                                              | 후보 | [ 41 ] [ 42 ]        |
| 도리안 어워드(게이 앤드 레즈비언 엔터테인먼트 비평가협회)       | 올해의 비주얼리 스트라이킹 영화상              | 콜 미 바이 유어 네임                                         | 후보 | [ 41 ] [ 42 ]        |
| 도리안 어워드(게이 앤드 레즈비언 엔터테인먼트 비평가협회)       | 'We're Wilde About You!' 라이징 스타상         | 콜 미 바이 유어 네임                                         | 수상 | [ 41 ] [ 42 ]        |
| 더블린 영화 비평가 협회                                         | 최우수 영화상                                  | 콜 미 바이 유어 네임                                         | 7위  | [ 43 ]               |
| 더블린 영화 비평가 협회                                         | 최우수 남우주연상                              | 티모시 샬라메                                                | 4위  | [ 43 ]               |
| 더블린 영화 비평가 협회                                         | 최우수 남우주연상                              | 아미 해머                                                    | 6위  | [ 43 ]               |
| 더블린 영화 비평가 협회                                         | 최우수 촬영상                                  | 사욤부 무크디프롬                                            | 2위  | [ 43 ]               |
| 엠파이어상                                                      | 최우수 영화상                                  | 콜 미 바이 유어 네임                                         | 후보 | [ 44 ] [ 45 ]        |
| 엠파이어상                                                      | 최우수 남우주연상                              | 아미 해머                                                    | 후보 | [ 44 ] [ 45 ]        |
| 엠파이어상                                                      | 최우수 신인상                                  | 티모시 샬라메                                                | 후보 | [ 44 ] [ 45 ]        |
| 엠파이어상                                                      | 최우수 각본상                                  | 제임스 아이보리                                              | 후보 | [ 44 ] [ 45 ]        |
| 엠파이어상                                                      | 최우수 사운드 트랙상                           | 콜 미 바이 유어 네임                                         | 후보 | [ 44 ] [ 45 ]        |
| 플로리다 영화 비평가 협회                                       | 최우수 영화상                                  | 콜 미 바이 유어 네임                                         | 후보 | [ 46 ] [ 47 ]        |
| 플로리다 영화 비평가 협회                                       | 최우수 남우주연상                              | 티모시 샬라메                                                | 수상 | [ 46 ] [ 47 ]        |
| 플로리다 영화 비평가 협회                                       | 최우수 남우조연상                              | 아미 해머                                                    | 후보 | [ 46 ] [ 47 ]        |
| 플로리다 영화 비평가 협회                                       | 최우수 남우조연상                              | 마이클 스툴바그                                              | 후보 | [ 46 ] [ 47 ]        |
| 플로리다 영화 비평가 협회                                       | 최우수 각색상                                  | 제임스 아이보리                                              | 수상 | [ 46 ] [ 47 ]        |
| 플로리다 영화 비평가 협회                                       | 폴린 카엘 신인상                               | 티모시 샬라메                                                | 수상 | [ 46 ] [ 47 ]        |
| 조지아 영화 비평가 협회                                         | 최우수 영화상                                  | 콜 미 바이 유어 네임                                         | 후보 | [ 48 ]               |
| 조지아 영화 비평가 협회                                         | 최우수 남우주연상                              | 티모시 샬라메                                                | 후보 | [ 48 ]               |
| 조지아 영화 비평가 협회                                         | 최우수 남우조연상                              | 마이클 스툴바그                                              | 후보 | [ 48 ]               |
| 조지아 영화 비평가 협회                                         | 최우수 각본상                                  | 제임스 아이보리                                              | 후보 | [ 48 ]               |
| 조지아 영화 비평가 협회                                         | 최우수 노래상                                  | "Mystery of Love" by 수프얀 스티븐스                         | 후보 | [ 48 ]               |
| 조지아 영화 비평가 협회                                         | 신인상                                         | 티모시 샬라메                                                | 후보 | [ 48 ]               |
| 겐트 국제 영화제                                                | 그랑프리                                       | 콜 미 바이 유어 네임                                         | 후보 | [ 49 ]               |
| 겐트 국제 영화제                                                | 익스플로러상                                   | 콜 미 바이 유어 네임                                         | 수상 | [ 49 ]               |
| GLAAD 미디어 어워드                                             | 와이드 릴리즈 - 최우수 영화상                  | 콜 미 바이 유어 네임                                         | 수상 | [ 50 ] [ 51 ]        |
| 골드 더비 어워드                                                | 최우수 작품상                                  | 피터 스피어스, 루카 구아다니노, 에밀 조르주, 마르코 모라비토 | 수상 | [ 52 ] [ 53 ]        |
| 골드 더비 어워드                                                | 최우수 감독상                                  | 루카 구아다니노                                              | 후보 | [ 52 ] [ 53 ]        |
| 골드 더비 어워드                                                | 최우수 남우주연상                              | 티모시 샬라메                                                | 수상 | [ 52 ] [ 53 ]        |
| 골드 더비 어워드                                                | 최우수 남우조연상                              | 아미 해머                                                    | 후보 | [ 52 ] [ 53 ]        |
| 골드 더비 어워드                                                | 최우수 남우조연상                              | 마이클 스툴바그                                              | 후보 | [ 52 ] [ 53 ]        |
| 골드 더비 어워드                                                | 최우수 각색상                                  | 제임스 아이보리                                              | 수상 | [ 52 ] [ 53 ]        |
| 골드 더비 어워드                                                | 최우수 앙상블 캐스트상                         | 콜 미 바이 유어 네임                                         | 후보 | [ 52 ] [ 53 ]        |
| 골드 더비 어워드                                                | 최우수 촬영상                                  | 사욤부 무크디프롬                                            | 후보 | [ 52 ] [ 53 ]        |
| 골드 더비 어워드                                                | 최우수 미술상                                  | 사무엘 데쇼어스, 산드로 피카로치,                            | 후보 | [ 52 ] [ 53 ]        |
| 골드 더비 어워드                                                | 최우수 노래상                                  | "Mystery of Love" by 수프얀 스티븐스                         | 수상 | [ 52 ] [ 53 ]        |
| 골드 더비 어워드                                                | 최우수 노래상                                  | "Visions of Gideon" by 수프얀 스티븐스                       | 후보 | [ 52 ] [ 53 ]        |
| 골든 글로브상                                                   | 영화 드라마 부문 최우수 작품상                 | 콜 미 바이 유어 네임                                         | 후보 | [ 54 ] [ 55 ]        |
| 골든 글로브상                                                   | 영화 드라마 부문 최우수 남우주연상             | 티모시 샬라메                                                | 후보 | [ 54 ] [ 55 ]        |
| 골든 글로브상                                                   | 영화부문 최우수 남우조연상                     | 아미 해머                                                    | 후보 | [ 54 ] [ 55 ]        |
| 골든 쉬모우 어워드                                              | 올해의 신인 연기상                             | 티모시 샬라메                                                | 후보 | [ 56 ] [ 57 ]        |
| 골든 토마토 어워드                                              | 최고의 리뷰를 받은 한정 개봉상                 | 콜 미 바이 유어 네임                                         | 수상 | [ 58 ] [ 59 ]        |
| 골든 토마토 어워드                                              | 최고의 리뷰를 받은 로맨스 영화상               | 콜 미 바이 유어 네임                                         | 2위  | [ 58 ] [ 59 ]        |
| 골든 트레일러 어워드                                            | 최우수 로맨스상                                | 콜 미 바이 유어 네임                                         | 수상 | [ 60 ]               |
| 고섬상                                                          | 최우수 작품상                                  | 콜 미 바이 유어 네임                                         | 수상 | [ 61 ] [ 62 ]        |
| 고섬상                                                          | 최우수 각본상                                  | 제임스 아이보리                                              | 후보 | [ 61 ] [ 62 ]        |
| 고섬상                                                          | 신인 남자배우상                                | 티모시 샬라메                                                | 수상 | [ 61 ] [ 62 ]        |
| 길드 오브 뮤직 슈퍼바이저스 어워드                              | 영화 최고의 음악 감독상 : 예산 500만 달러 미만 | 로빈 어당                                                    | 수상 | [ 63 ] [ 64 ]        |
| 길드 오브 뮤직 슈퍼바이저스 어워드                              | 영화부문 최우수 노래/레코팅 창작상             | 로빈 어당 (슈퍼바이저스)의 "Mystery of Love"                 | 수상 | [ 63 ] [ 64 ]        |
| 할리우드 영화제                                                 | 할리우드 신인 남자배우상                       | 티모시 샬라메                                                | 수상 | [ 65 ]               |
| 휴스턴 영화 비평가 협회                                         | 최우수 작품상                                  | 콜 미 바이 유어 네임                                         | 후보 | [ 66 ] [ 67 ]        |
| 휴스턴 영화 비평가 협회                                         | 최우수 남우주연상                              | 티모시 샬라메                                                | 후보 | [ 66 ] [ 67 ]        |
| 휴스턴 영화 비평가 협회                                         | 최우수 남우조연상                              | 마이클 스툴바그                                              | 후보 | [ 66 ] [ 67 ]        |
| 휴스턴 영화 비평가 협회                                         | 최우수 촬영상                                  | 사욤부 무크디프롬                                            | 후보 | [ 66 ] [ 67 ]        |
| 휴스턴 영화 비평가 협회                                         | 최우수 노래상                                  | "Visions of Gideon" by 수프얀 스티븐스                       | 후보 | [ 66 ] [ 67 ]        |
| IFTA 어워드(아일랜드 영화 & 텔레비전 아카데미상)                | 해외부문 남우주연상                            | 티모시 샬라메                                                | 후보 | [ 68 ] [ 69 ]        |
| 인디펜던트 스피릿 어워드                                        | 최우수 영화상                                  | 콜 미 바이 유어 네임                                         | 후보 | [ 70 ] [ 71 ]        |
| 인디펜던트 스피릿 어워드                                        | 최우수 감독상                                  | 루카 구아다니노                                              | 후보 | [ 70 ] [ 71 ]        |
| 인디펜던트 스피릿 어워드                                        | 최우수 남우주연상                              | 티모시 샬라메                                                | 수상 | [ 70 ] [ 71 ]        |
| 인디펜던트 스피릿 어워드                                        | 최우수 남우조연상                              | 아미 해머                                                    | 후보 | [ 70 ] [ 71 ]        |
| 인디펜던트 스피릿 어워드                                        | 최우수 촬영상                                  | 사욤부 무크디프롬                                            | 수상 | [ 70 ] [ 71 ]        |
| 인디펜던트 스피릿 어워드                                        | 최우수 편집상                                  | 월터 퍼사노                                                  | 후보 | [ 70 ] [ 71 ]        |
| 인디와이어 크리틱스 폴                                          | 최우수 작품상                                  | 콜 미 바이 유어 네임                                         | 7위  | [ 72 ]               |
| 인디와이어 크리틱스 폴                                          | 최우수 감독상                                  | 루카 구아다니노                                              | 2위  | [ 72 ]               |
| 인디와이어 크리틱스 폴                                          | 최우수 남우주연상                              | 티모시 샬라메                                                | 수상 | [ 72 ]               |
| 인디와이어 크리틱스 폴                                          | 최우수 남우조연상                              | 아미 해머                                                    | 3위  | [ 72 ]               |
| 인디와이어 크리틱스 폴                                          | 최우수 남우조연상                              | 마이클 스툴바그                                              | 4위  | [ 72 ]               |
| 인디와이어 크리틱스 폴                                          | 최우수 각본상                                  | 제임스 아이보리                                              | 3위  | [ 72 ]               |
| 인디와이어 크리틱스 폴                                          | 최우수 촬영상                                  | 사욤부 무크디프롬                                            | 4위  | [ 72 ]               |
| 제임슨 시네페스트-미슈콜츠 국제 영화제                          | 에메릭 프레스버거상                            | 콜 미 바이 유어 네임                                         | 후보 | [ 73 ]               |
| 류블랴나 국제 영화제                                            | 유스 주리상                                    | 콜 미 바이 유어 네임                                         | 수상 | [ 74 ]               |
| 리스본 & 에스토릴 영화제                                        | 예거-르쿨트르 최우수 영화상                    | 콜 미 바이 유어 네임                                         | 후보 | [ 75 ] [ 76 ]        |
| 리스본 & 에스토릴 영화제                                        | NOS 관객상                                     | 콜 미 바이 유어 네임                                         | 수상 | [ 75 ] [ 76 ]        |
| 로스앤젤레스 영화 비평가 협회                                   | 최우수 영화상                                  | 콜 미 바이 유어 네임                                         | 수상 | [ 77 ] [ 78 ]        |
| 로스앤젤레스 영화 비평가 협회                                   | 최우수 감독상                                  | 루카 구아다니노                                              | 수상 | [ 77 ] [ 78 ]        |
| 로스앤젤레스 영화 비평가 협회                                   | 최우수 남우주연상                              | 티모시 샬라메                                                | 수상 | [ 77 ] [ 78 ]        |
| 로스앤젤레스 이탈리아 영화제                                    | 뛰어난 영화상                                  | 루카 구아다니노, 마르코 모라비토                             | 수상 | [ 79 ] [ 80 ]        |
| 런던 영화 비평가 협회                                           | 올해의 영화상                                  | 콜 미 바이 유어 네임                                         | 후보 | [ 81 ] [ 82 ]        |
| 런던 영화 비평가 협회                                           | 올해의 감독상                                  | 루카 구아다니노                                              | 후보 | [ 81 ] [ 82 ]        |
| 런던 영화 비평가 협회                                           | 올해의 남우주연상                              | 티모시 샬라메                                                | 수상 | [ 81 ] [ 82 ]        |
| 런던 영화 비평가 협회                                           | 올해의 남우조연상                              | 마이클 스툴바그                                              | 후보 | [ 81 ] [ 82 ]        |
| 런던 영화 비평가 협회                                           | 올해의 각색상                                  | 제임스 아이보리                                              | 후보 | [ 81 ] [ 82 ]        |
| 멜버른 국제 영화제                                              | 관객상                                         | 콜 미 바이 유어 네임                                         | 수상 | [ 83 ]               |
| MTV 무비 & TV 어워드                                            | 영화부문 최고의 연기상                         | 티모시 샬라메                                                | 후보 | [ 84 ]               |
| 내셔널 보드 오브 리뷰(전미 비평가 위원회)                       | Top 10 영화상                                  | 콜 미 바이 유어 네임                                         | 수상 | [ 85 ]               |
| 내셔널 보드 오브 리뷰(전미 비평가 위원회)                       | 신인 연기상                                    | 티모시 샬라메                                                | 수상 | [ 85 ]               |
| 내셔널 소사이어티 비평가 협회(전미 비평가 협회)                 | 최우수 남우주연상                              | 티모시 샬라메                                                | 3위  | [ 86 ]               |
| 내셔널 소사이어티 비평가 협회(전미 비평가 협회)                 | 최우수 남우조연상                              | 마이클 스툴바그                                              | 2위  | [ 86 ]               |
| 뉴욕 영화 비평가 협회                                           | 최우수 남우주연상                              | 티모시 샬라메                                                | 수상 | [ 87 ] [ 88 ]        |
| 뉴욕 온라인 영화 비평가 협회상                                  | 신인 연기상                                    | 티모시 샬라메                                                | 수상 | [ 89 ] [ 90 ]        |
| 뉴욕 온라인 영화 비평가 협회상                                  | Top 10 영화상                                  | 콜 미 바이 유어 네임                                         | 수상 | [ 89 ] [ 90 ]        |
| 온라인 영화 비평가 협회                                         | 최우수 영화상                                  | 콜 미 바이 유어 네임                                         | 후보 | [ 91 ] [ 92 ]        |
| 온라인 영화 비평가 협회                                         | 최우수 남우주연상                              | 티모시 샬라메                                                | 후보 | [ 91 ] [ 92 ]        |
| 온라인 영화 비평가 협회                                         | 최우수 남우조연상                              | 아미 해머                                                    | 후보 | [ 91 ] [ 92 ]        |
| 온라인 영화 비평가 협회                                         | 최우수 남우조연상                              | 마이클 스툴바그                                              | 후보 | [ 91 ] [ 92 ]        |
| 온라인 영화 비평가 협회                                         | 최우수 각색상                                  | 제임스 아이보리                                              | 수상 | [ 91 ] [ 92 ]        |
| 온라인 영화 비평가 협회                                         | 최우수 신인 스타상                             | 티모시 샬라메                                                | 수상 | [ 91 ] [ 92 ]        |
| 팜스프링스 국제 영화제                                          | 라이징 스타상                                  | 티모시 샬라메                                                | 수상 | [ 93 ] [ 94 ]        |
| 미국 제작자 조합상                                              | 최우수 연극 영화 작품상                        | 피터 스피어스, 루카 구아다니노, 에밀 조르주, 마르코 모라비토 | 후보 | [ 95 ] [ 96 ]        |
| 샌디에이고 영화 비평가 협회                                     | 최우수 영화상                                  | 콜 미 바이 유어 네임                                         | 후보 | [ 97 ] [ 98 ]        |
| 샌디에이고 영화 비평가 협회                                     | 최우수 남우주연상                              | 티모시 샬라메                                                | 후보 | [ 97 ] [ 98 ]        |
| 샌디에이고 영화 비평가 협회                                     | 최우수 각색상                                  | 제임스 아이보리                                              | 후보 | [ 97 ] [ 98 ]        |
| 샌디에이고 영화 비평가 협회                                     | 최우수 유즈 오브 뮤직상                        | 콜 미 바이 유어 네임                                         | 2위  | [ 97 ] [ 98 ]        |
| 샌디에이고 영화 비평가 협회                                     | 신인 아티스트상                                | 티모시 샬라메                                                | 후보 | [ 97 ] [ 98 ]        |
| 샌디에이고 영화 비평가 협회                                     | 바디 오브 워크상                               | 마이클 스툴바그                                              | 수상 | [ 97 ] [ 98 ]        |
| 샌프란시스코 영화 비평가 협회                                   | 최우수 영화상                                  | 콜 미 바이 유어 네임                                         | 후보 | [ 99 ]               |
| 샌프란시스코 영화 비평가 협회                                   | 최우수 남우주연상                              | 티모시 샬라메                                                | 후보 | [ 99 ]               |
| 샌프란시스코 영화 비평가 협회                                   | 최우수 남우조연상                              | 아미 해머                                                    | 후보 | [ 99 ]               |
| 샌프란시스코 영화 비평가 협회                                   | 최우수 남우조연상                              | 마이클 스툴바그                                              | 후보 | [ 99 ]               |
| 샌프란시스코 영화 비평가 협회                                   | 최우수 각색상                                  | 제임스 아이보리                                              | 수상 | [ 99 ]               |
| 세바스찬 어워드                                                 | 세바스찬상                                     | 콜 미 바이 유어 네임                                         | 후보 | [ 100 ]              |
| 샌타바버라 국제 영화제                                          | 비르투오소상                                   | 티모시 샬라메                                                | 수상 | [ 101 ]              |
| 새틀라이트상(국제비평가협회상)                                  | 최우수 영화상                                  | 콜 미 바이 유어 네임                                         | 후보 | [ 102 ] [ 103 ]      |
| 새틀라이트상(국제비평가협회상)                                  | 최우수 남우조연상                              | 아미 해머                                                    | 후보 | [ 102 ] [ 103 ]      |
| 새틀라이트상(국제비평가협회상)                                  | 최우수 각색상                                  | 제임스 아이보리                                              | 후보 | [ 102 ] [ 103 ]      |
| 시애틀 영화 비평가 협회                                         | 최우수 앙상블 캐스트상                         | 콜 미 바이 유어 네임                                         | 후보 | [ 104 ] [ 105 ]      |
| 스크린 액터 길드 어워드(미국 배우 조합상)                       | 영화부문 최우수 남우주연상                     | 티모시 샬라메                                                | 후보 | [ 106 ] [ 107 ]      |
| 싱가포르 국제 영화제                                            | 관객 초이스상                                  | 콜 미 바이 유어 네임                                         | 수상 | [ 108 ] [ 109 ]      |
| 세인트루이스 게이트웨이 영화 비평가 협회상                      | 최우수 각색상                                  | 안드레 애치먼, 제임스 아이보리                               | 후보 | [ 110 ]              |
| 세인트루이스 게이트웨이 영화 비평가 협회상                      | 최우수 장면상                                  | Mr. 펄만의 (마이클 스툴바그) 마지막 모놀로그                 | 후보 | [ 110 ]              |
| 세인트루이스 국제 영화제                                        | 베스트 오브 페스트 관객 초이스상               | 콜 미 바이 유어 네임                                         | 수상 | [ 111 ]              |
| 시드니 영화제                                                   | 폭스텔 관객상                                  | 콜 미 바이 유어 네임                                         | 2위  | [ 112 ]              |
| 토론토 영화 비평가 협회                                         | 최우수 남우주연상                              | 티모시 샬라메                                                | 2위  | [ 113 ]              |
| 토론토 영화 비평가 협회                                         | 최우수 남우조연상                              | 마이클 스툴바그                                              | 2위  | [ 113 ]              |
| 토론토 국제 영화제                                              | 피플 초이스상                                  | 콜 미 바이 유어 네임                                         | 3위  | [ 114 ]              |
| USC 스크립터 어워드                                             | 최우수 각본상                                  | 안드레 애치먼, 제임스 아이보리                               | 수상 | [ 115 ] [ 116 ]      |
| 밴쿠버 영화 비평가 협회                                         | 최우수 남우주연상                              | 티모시 샬라메                                                | 후보 | [ 117 ] [ 118 ]      |
| 밴쿠버 영화 비평가 협회                                         | 최우수 남우조연상                              | 아미 해머                                                    | 후보 | [ 117 ] [ 118 ]      |
| 빌리지 보이스 필름 폴                                           | 최우수 영화상                                  | 콜 미 바이 유어 네임                                         | 4위  | [ 119 ]              |
| 빌리지 보이스 필름 폴                                           | 최우수 남우주연상                              | 티모시 샬라메                                                | 2위  | [ 119 ]              |
| 빌리지 보이스 필름 폴                                           | 최우수 남우조연상                              | 마이클 스툴바그                                              | 5위  | [ 119 ]              |
| 빌리지 보이스 필름 폴                                           | 최우수 감독상                                  | 루카 구아다니노                                              | 5위  | [ 119 ]              |
| 빌리지 보이스 필름 폴                                           | 최우수 각본상                                  | 제임스 아이보리                                              | 4위  | [ 119 ]              |
| 워싱턴 D.C. 아레아 영화 비평가 협회                             | 최우수 영화상                                  | 콜 미 바이 유어 네임                                         | 후보 | [ 120 ]              |
| 워싱턴 D.C. 아레아 영화 비평가 협회                             | 최우수 남우주연상                              | 티모시 샬라메                                                | 후보 | [ 120 ]              |
| 워싱턴 D.C. 아레아 영화 비평가 협회                             | 최우수 남우조연상                              | 아미 해머                                                    | 후보 | [ 120 ]              |
| 워싱턴 D.C. 아레아 영화 비평가 협회                             | 최우수 남우조연상                              | 마이클 스툴바그                                              | 후보 | [ 120 ]              |
| 워싱턴 D.C. 아레아 영화 비평가 협회                             | 최우수 각색상                                  | 제임스 아이보리                                              | 후보 | [ 120 ]              |
| 워싱턴 D.C. 아레아 영화 비평가 협회                             | 최우수 촬영상                                  | 사욤부 무크디프롬                                            | 후보 | [ 120 ]              |
| 여성 영화 비평가 협회                                           | 최우수 남우주연상                              | 티모시 샬라메                                                | 후보 | [ 121 ] [ 122 ]      |
| 미국 극작가 조합상                                              | 최우수 각색상                                  | 제임스 아이보리                                              | 수상 | [ 123 ] [ 124 ]      |

## 같이 보기
- 2017년 영화

## 참고
1. ↑  더 디제스터 아티스트의 톰 비셀, 그렉 세스테로, 마이클 H. 위버, 스콧 노이슈테터와 함께.
2. ↑  레이디 버드, 핫 썸머 나이츠와 함께.
3. ↑  플로리다 프로젝트와 타이.
4. ↑  레이디 버드, 핫 썸머 나이츠, 몬태나와 함께
5. ↑  레이디 버드, 핫 썸머 나이츠, 몬태나와 함께
6. ↑  셰이프 오브 워터: 사랑의 모양의 기예르모 델 토로와 타이.
7. ↑  더 포스트, 셰이프 오브 워터: 사랑의 모양과 함께.
8. ↑  조용한 열정의 테렌스 데이비스, 쓰리 빌보드의 마틴 맥도나, 더 스퀘어의 루벤 외스틀룬드와 타이.